# Dubrava Pušćanska
Dubrava Pušćanska je naseljeno mjesto u Republici Hrvatskoj u Zagrebačkoj županiji. 

## Zemljopis
Administrativno je u sastavu općine Pušća. Naselje se proteže na površini od 3,30 km².

## Stanovništvo
Prema popisu stanovništva iz 2001. godine u naselju Dubrava Pušćanska živi 167 stanovnika i to u 53 kućanstva. Gustoća naseljenosti iznosi 50,61 st./km².
| broj stanovnika | 108   | 109   | 105   | 131   | 159   | 178   | 195   | 216   | 202   | 191   | 188   | 164   | 114   | 147   | 167   | 186   | 196   |
|                 | 1857. | 1869. | 1880. | 1890. | 1900. | 1910. | 1921. | 1931. | 1948. | 1953. | 1961. | 1971. | 1981. | 1991. | 2001. | 2011. | 2021. |